# Schlosspark Biebrich

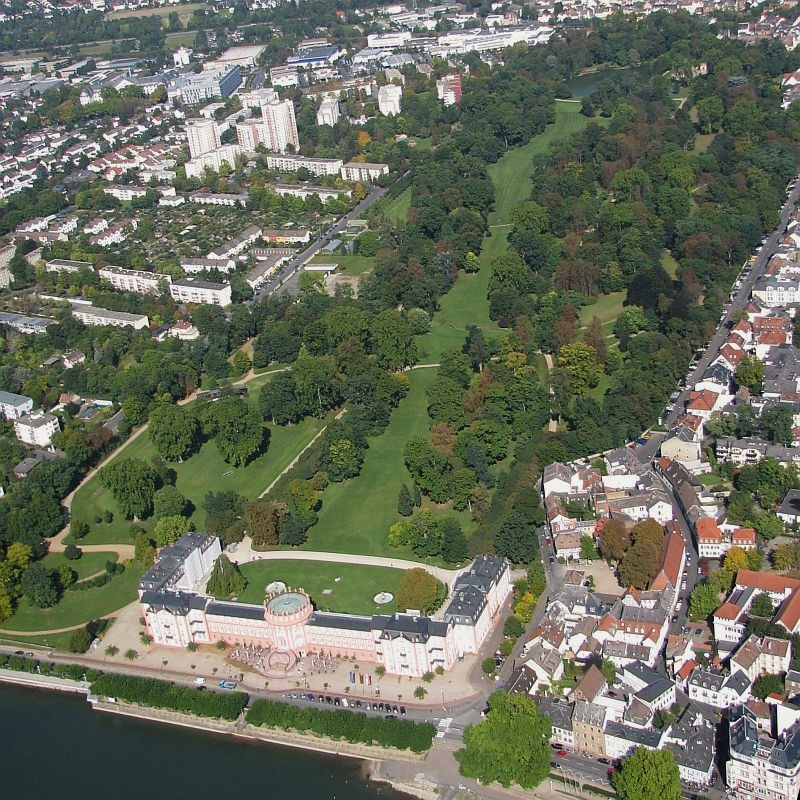
Biebricher Schlosspark mit dem am Rheinufer liegenden Schloss

Der Schlosspark Biebrich ist eine Parkanlage am Schloss Biebrich in Wiesbaden. Sie erstreckt sich hauptsächlich nördlich des Schlosses auf einer Länge von etwa 1.200 Metern bei einer Breite von 300 Metern und wird vom Mosbach durchflossen. 
Der Park wurde zunächst als französischer Garten angelegt und dazu das Gelände nördlich der Schlossgebäude aufgefüllt. Dadurch entstand ein Plateau, das man von Westen über eine breite Treppe erreicht. Nach Norden fällt das Gelände leicht ab. Die erste Gestaltung stammte von Maximilian von Welsch um 1720 und hatte ein regelmäßiges Wegemuster, das von Balustraden und der Orangerie eingefasst war. 1817 bis 1823 gestaltete Friedrich Ludwig von Sckell den Garten in einen englischen Landschaftspark um und erweiterte ihn nach Norden. Die ehemalige Orangerie wurde dabei abgebrochen. Man erkennt noch Elemente der ursprünglichen Anlage, so die beiden Brunnen direkt hinter dem Schloss und zwei gerade Alleen. Auf der erweiterten Fläche lagen auch die Grundmauern einer mittelalterlichen Burg, auf denen der Baumeister Carl Florian Goetz eine romantische künstliche Ruine, die Mosburg, inmitten eines Weihers errichtete.
Der ursprünglich im südwestlichen Teil des Parks angelegte Prinzessinnenweiher wurde später zugeschüttet. Hier findet seit 1949 das jährliche Pfingstturnier des Wiesbadener Reit- und Fahr-Clubs statt. Die Pfingstturniere haben sich im Laufe der Jahre zu einem Treffpunkt der internationalen Elite der Dressur- und Springreiter entwickelt, nahmen mit über 50.000 Besuchern Volksfestcharakter an und gelten als gesellschaftliches Ereignis. Erweitert wurde der Schlosspark in den 1960er Jahren durch Ernst May, der zu jenem Zeitpunkt Planungsbeauftragter der Stadt Wiesbaden war.
Fachlich betreut den Park die Verwaltung der Staatlichen Schlösser und Gärten Hessen, bewirtschaftet wird er vom Landesbetrieb Bau und Immobilien Hessen.

## Exotische Fauna
Spätestens seit den 1990er Jahren haben sich im Schlosspark mehrere Arten von Papageien angesiedelt, von denen sich besonders die Halsbandsittiche so stark vermehrt haben, dass sie als etabliert gelten dürfen. Sie machen die Parkbesucher durch ihre lärmenden Schreie auf sich aufmerksam und sind im Flug an ihrem leuchtend gelb-grünen Gefieder zu erkennen. Von hier aus haben sie sich in anderen Wiesbadener Parkanlagen ausgebreitet. Nach Mitteilung der Gesellschaft für Naturschutz und Ornithologie Rheinland-Pfalz leben in Wiesbaden und Umgebung derzeit rund 1.300 Halsbandsittiche und mehrere Hundert der etwas größeren Alexandersittiche.

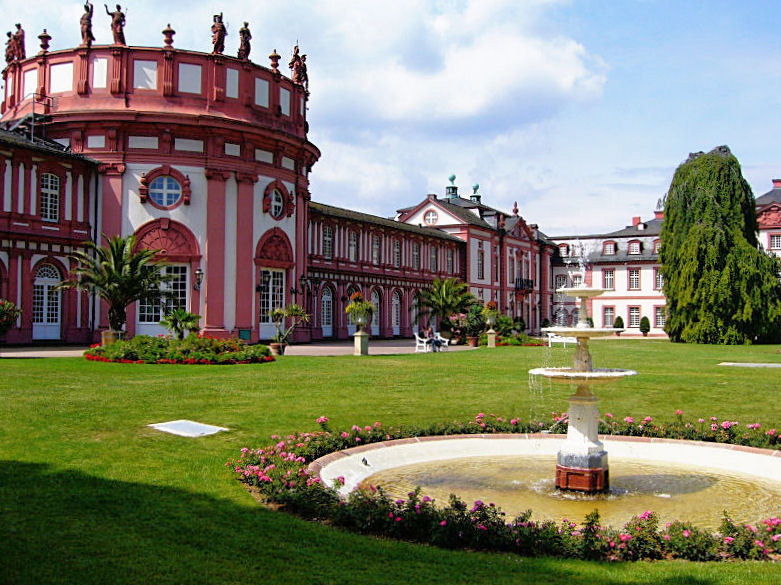
Biebricher Schloss von der Parkseite aus gesehen
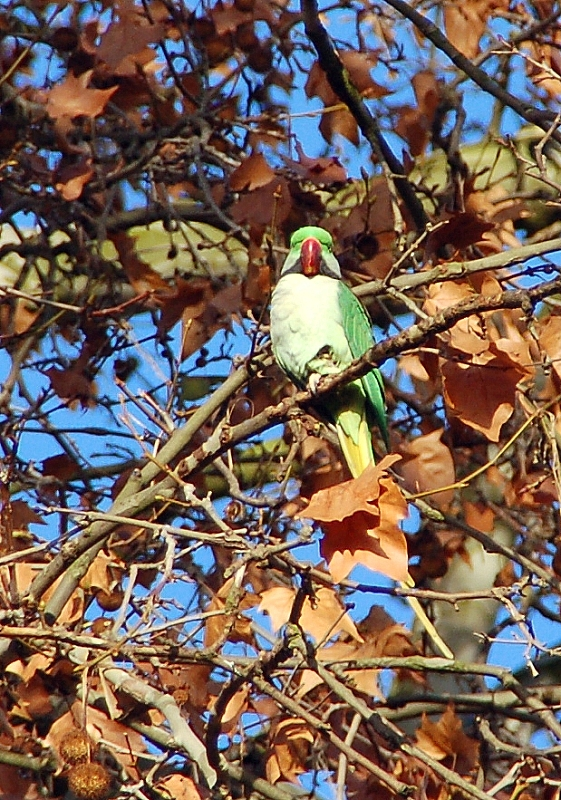
Freilebender Alexandersittich im Schlosspark
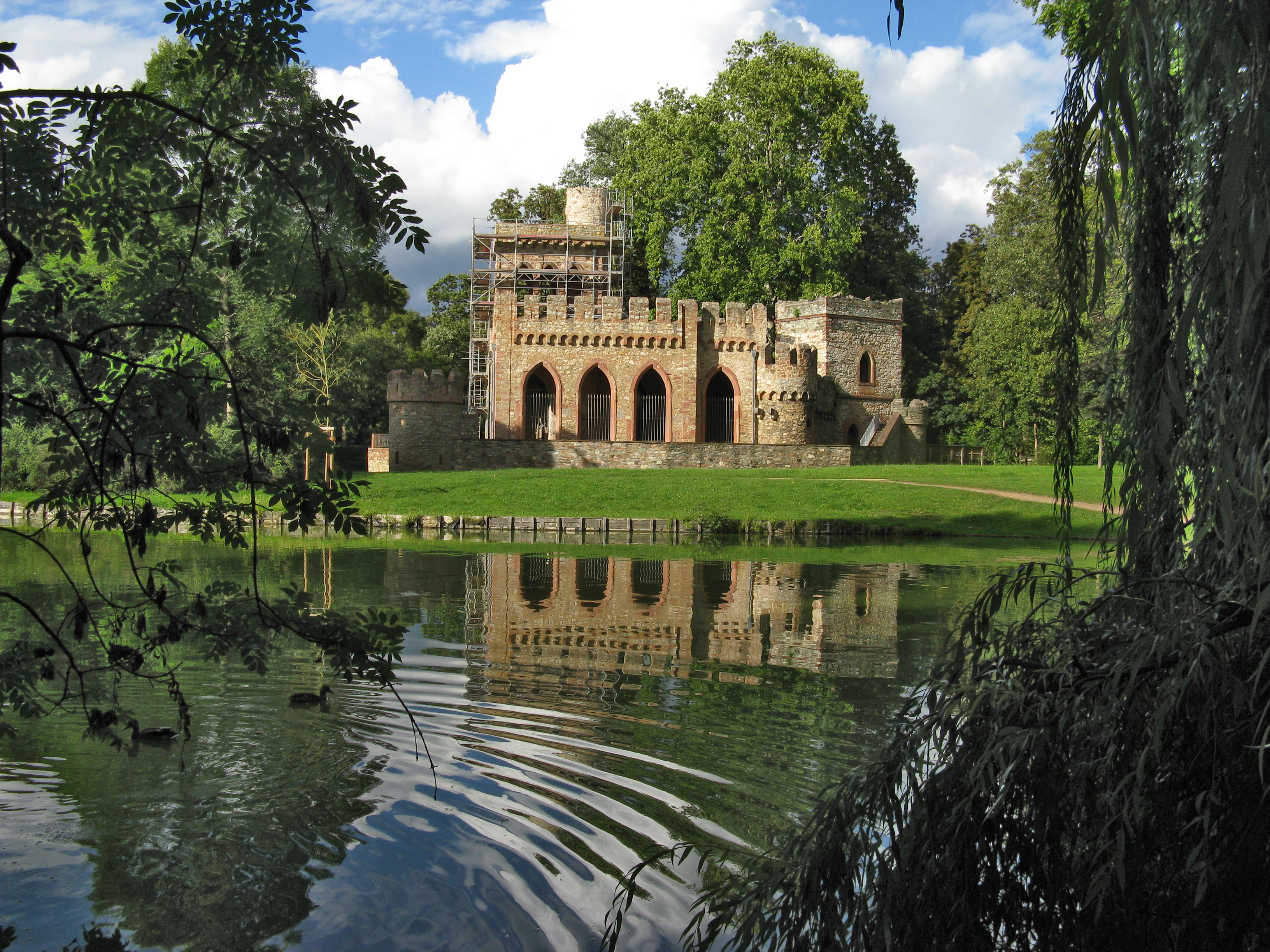
Mosburg mit Weiher